# 所罗门·阿德勒
所罗门·阿德勒（英語：Solomon Adler，1909年8月6日—1994年8月4日），中文名爱德乐或艾德乐，前美国财政部经济学家并在太平洋战争期间任美国驻华大使馆财政专员。他被惠特克·钱伯斯和伊丽莎白·本特利指认为苏联间谍。他于1950年离开美国财政部，在英国剑桥大学授课数年后，他在1960年代到达中国，并居住到逝世。在中国期间参加翻译《毛选》。

## 生平
所罗门·阿德勒1909年8月6日出生于英国的利兹。阿德勒家族是犹太血统，老家在白俄罗斯Karelichy。他们在1900年代搬迁到利兹，当时所罗门·阿德勒大概是5-10岁。家族中年长的Saul Adler后来成了以色列的寄生虫学家。所罗门·阿德勒在牛津以及倫敦大學大學學院学习经济学，他在1935年到达美国做学术研究，并于1936年受雇于公共事业振兴署的国家研究计划。但很快他就转任财政部的库房统计研究部，在那里他与哈里·迪克特·怀特共事数年。
在1939年，惠特克·钱伯斯认为时任阿道夫·柏利助手的阿德勒是华盛顿地下共产主义组织的成员，并每周提供情报给美国共产党。1945年， 伊丽莎白·本特利更认为阿德勒是苏联间谍网领导伊丽莎白·本特利的关系网的成员之一。
1940年，阿德勒成为归化的美国公民。1941年他被派往中国，直至1948年他一直在中国出任财务代表，在战时他居住在重庆的美国使馆。他在此数年间向美国财政部长小亨利·摩根索提交的报告被广泛传阅且成为了战时美国对中国的经济支援的参考。
1949年，阿德勒成为政府雇员忠诚度调查的目标对象，他在调查结束前前离职并回到英国。在英国他在剑桥教了几年书，期间编写他对中国经济研究的著作《中国经济》（有中国研究者将此书误认为墨西哥研究者编著），并曾多次到中国访问。当他的美国护照失效时，他没有试图存续并失去美国公民身份，1962年他前往中国共产党控制下的中国定居。
阿德勒的到来得到毛泽东和周恩来的欢迎。他进入中央对外联络部，并参与到毛泽东选集的英文翻译团队中，与钱锺书、徐永组成三人团队完成此任务。
在文化大革命期间，他以外国友人的身份保护了一些被打击的朋友的孩子。当中美于1971年恢复外交时，阿德勒恢复了他的美国公民身份。直至文革结束后，他依然任职对毛选的翻译工作。
1979年，出任新成立的“中华人民共和国进出口管理委员会”和“中华人民共和国外国投资管理委员会”的特邀顾问。1979年回美国考察。1980年在6月18日在上海市社会科学院做了《美国的马克思主义经济学家在美国的情况》的专题报告。
1980年代，阿德勒受雇于国务院发展研究中心外贸和经济合作局，以及中国社会科学院世界经济政治研究所。
1994年8月4日在北京去世。

## 著作
- Solomon Adler: The Chinese Economy (Monthly Review Press 1957)
- Joan Robinson, Sol Adler: China: an economic perspective (Foreword by Harold Wilson; London, Fabian International Bureau 1958)
- Sol Adler: A Talk to Comrades of the English Section for the Translation of Volume V of Chairman Mao's Selected Works (Guānyú "Máo xuǎn" dì-wǔ juǎn fānyì wèntí de bàogào 关于《毛选》第五卷翻译问题的报告; Beijing, Foreign Languages Press 1978).

## 家庭
阿德勒有一个妻子，他的朋友称呼她为Pat，曾在北京外国语大学教学。